# Lagoa de Marapendi
L'étang de Marapendi est un étang situé dans le quartier de Barra da Tijuca, dans la zone ouest de la ville de Rio de Janeiro, au Brésil. Il fait partie du parc Marapendi.

## Caractéristiques
Elle est impropre à la baignade et à la pêche en raison de la pollution, même si ces activités sont toujours présentes. Largement utilisé pour les sports de voile, comme la planche à voile et le dériveur. La lagune est également utilisée pour d'autres sports nautiques tels que l'aviron et le canoë.
La végétation la plus abondante est la mangrove, avec la présence de la mangrove rouge, de la mangrove blanche et du siriúba. Elle sert de refuge à plusieurs espèces indigènes, comme les crustacés, les hérons, les canards sauvages et les caïmans à museau large (Caiman latirostris).
Il est entouré par la réserve naturelle de Marapendi, une réserve écologique créée en 1991 dans laquelle se trouvent des spécimens de la faune et de la flore de la lagune environnante.
Avec la conclusion des travaux sur les déversements sous-marins de Barra da Tijuca et Jacarepaguá, la lagune a cessé de recevoir les eaux usées des copropriétés voisines et est actuellement dans un processus naturel de nettoyage de ses eaux, avec de meilleures eaux trouvées dans le canal vers Recreio dos Bandeirantes et l'apparition d'espèces indigènes dans cette zone, comme les crabes, les poissons, les spatules et les caïmans.

## Source de traduction
- (pt) Cet article est partiellement ou en totalité issu de l’article de Wikipédia en portugais intitulé « Lagoa de Marapendi » (voir la liste des auteurs).